# Divergenz (Recht)
Von Divergenz spricht man in der Rechtswissenschaft, wenn unterschiedliche Gerichtsentscheidungen in derselben Rechtsfrage voneinander abweichen.
Wenn es sich um Entscheidungen verschiedener Spruchkörper desselben Gerichts handelt oder innerhalb einer Kammer oder eines Senats Uneinigkeit herrscht, spricht man von Innen- oder Binnendivergenz. Die Abweichung verschiedener Gerichte bezeichnet man als Außendivergenz.
In den einzelnen Prozessordnungen ist das Verfahren geregelt, wenn einer Entscheidung Sachverhalte zugrunde liegen, die keine voneinander abweichende Würdigung der Umstände erlauben.
Will ein Strafsenat eines Oberlandesgerichts in einer Rechtsfrage von der Entscheidung eines anderen Oberlandesgerichts oder des Bundesgerichtshofs abweichen, hat das Oberlandesgericht im Wege der Divergenzvorlage eine klärende Entscheidung des Bundesgerichtshofs herbeizuführen (§ 121 Abs. 2 GVG). Binnendivergenzen innerhalb der Bundesgerichte werden dagegen gerichtsintern in Großen Senaten gelöst. Der Gemeinsame Senat der obersten Gerichtshöhe entscheidet, wenn ein oberster Gerichtshof in einer Rechtsfrage von der Entscheidung eines anderen obersten Gerichtshofs oder des Gemeinsamen Senats abweichen will (§ 2 RsprEinhG).
Für Gerichte unterer Instanzen wie Amts- und Landgerichte bestehen keine entsprechenden Regelungen. Eine rechtliche Bindung an frühere Entscheidungen eines höheren Gerichts in derselben Rechtsfrage besteht für sie zwar nicht ausdrücklich. Aber die ober- und höchstrichterliche Rechtsprechung wird als praktisch maßgebend bei der Urteilsfindung angesehen, zumal dann, wenn der Fall im Rechtsmittelweg an das obere Gericht gelangen kann. Die jeweils geltende Rechtslage muss unter Einbeziehung der von der höchstrichterlichen Rechtsprechung herausgearbeiteten Regeln und Grundsätze und nicht nur in den Grenzen des möglichen Wortsinns eines Gesetzes bestimmt werden.
Zur Sicherung einer einheitlichen Rechtsprechung kann eine Prozesspartei eine Revision damit begründen, dass „in der angefochtenen Entscheidung ein abstrakter Rechtssatz aufgestellt wird, der von einem in anderen Entscheidungen eines höheren oder eines gleichgeordneten Gerichts aufgestellten abstrakten Rechtssatz abweicht“ (sog. Divergenzrevision). Um eine Divergenz ordnungsgemäß darzulegen, ist es erforderlich, „die Vorentscheidung, zu der die Divergenz geltend gemacht wird, konkret zu benennen und zu zitieren, die angeblich divergierenden entscheidungserheblichen abstrakten Rechtssätze aus dieser Vorentscheidung und aus der angefochtenen Entscheidung herauszustellen sowie vorzutragen, inwiefern diese nicht übereinstimmen.“ Die Nichtzulassung der Revision wegen Divergenz kann mit der Nichtzulassungsbeschwerde angegriffen werden.
Die Judikatur des 4., 11. und 14. Senats des BSG zu Ermessensverwaltungsakten nach § 309 Abs. 2 SGB III, die die Einrichtungen der Bundesagentur für Arbeit – Jobcenter und Arbeitsagenturen – seit 30 Jahren in der Mehrheit mit universell einsetzbaren Leerformelbegründungen (Textbausteinen) erlassen, divergiert in Hinblick auf die Frage der Rechtmäßigkeit von Verwaltungsakten mit Entscheidungsspielraum sowohl zur Rechtsprechung des 2. Senats des BSG (Binnendivergenz) als auch zur Rechtsprechung des BVerwG, BGH und BVerfG (Außendivergenz).
Entsprechend der in § 2 Absatz 1 RsprEinhG geregelten Zuständigkeit, muss der Gemeinsame Senat angerufen werden, wenn ein oberster Gerichtshof in einer Rechtsfrage von der Entscheidung eines anderen obersten Gerichtshofs oder des Gemeinsamen Senats abweichen will. Die Anrufungspflicht lässt sich jedoch „durch Interpretation minimieren und stößt in der Praxis auf vielfältige Techniken, eine Anrufung von Gemeinsamen oder Großen Senaten zu vermeiden“.